# Прапор Бердичівського району
Пра́пор Берди́чівського райо́ну затверджений рішенням Бердичівської районної ради. Автор проєкту прапора  — А. Гречило.

## Опис прапора
Прямокутне полотнище зі співвідношенням сторін 2:3, розділене на дві вертикальні половини — від древка червону і вільну зелену.